# Camp de concentration de Bois-le-Duc
Le camp de concentration de Bois-le-Duc (en néerlandais : Kamp Vught, en allemand : Konzentrationslager Herzogenbusch) est le seul camp de concentration allemand situé aux Pays-Bas en fonction durant la Seconde Guerre mondiale, de janvier 1943 à septembre 1944. Vught est situé près de Bois-le-Duc.

## Construction du camp
Le camp de Bois-le-Duc est le seul camp de concentration SS sur le territoire des Pays-Bas. Il est situé près de la petite ville de Vught, elle-même à proximité de Bois-le-Duc. Il est placé sous l’autorité du sous-lieutenant SS Karl Chmielewski. Son nom officiel est «Konzentrationslager Herzogenbusch».
Sa construction commence en 1942, à l’initiative de Hanns Albin RauterLe camp est officiellement mis en place le 5 février 1943 et les premiers détenus y arrivent le 13 janvier 1943, avant même son achèvement,. .Les premiers prisonniers viennent du camp d'Amersfoort et doivent participer à sa construction. Les habitants du voisinage pensent d'abord qu'une caserne va être construite, ce n'est que lorsque les barbelés sont posés qu'ils comprennent qu'il s'agit d'un camp de concentration. 

## Organisation du camp
Environ 35 000 détenus y sont emprisonnées dont 12 000 Juifs, des détenus politiques, des Roms, Sinti et Yéniches, des témoins de Jéhovah, des homosexuels, des vagabonds et des criminels. On y trouve également des « asociaux », c'est-à-dire des personnes ayant tué une vache, fraudé  ou participé au marché noir, ainsi qu'une septantaine de prostituées de Rotterdam accusées d'avoir transmis des maladies vénériennes à des soldats allemands. 
Le camp est gardé par des SS allemands et néerlandais. Le contrôle direct sur les détenus est exercé par des kapos principalement issus du milieu criminel.

### Différents secteurs
Comme dans d'autres camps de concentration, le camp comprend différents secteurs : 
- le camp de détention provisoire (Schutzhaftlager) , abritant un camp de concentration pour femmes (Frauenkonzentrationslager);
- le camp de transit juif (Judendurchgangslager);
- le camp des étudiants (Studentenlager) ;
- le camp des otages (Geisellager) ;
- le camp de transit policier (polizeiliches Durchgangslager) ;
- le camp du service de sécutrité (Sicherheitsdienstlager).

### Ateliers de travail
Les détenus du camp sont astreints au travail forcé. Ils sont organisés en kommando de travail, certains travaillant à l'intérieur et certains à l'extérieur du camp. Les détenus sont employés à des tâches diverses comme le démantèlement d'avions ou le travail de la fourrure. Un kommando particulièrement prisé par les détenus est celui de l'entreprises Philips.

#### Entreprise Philips

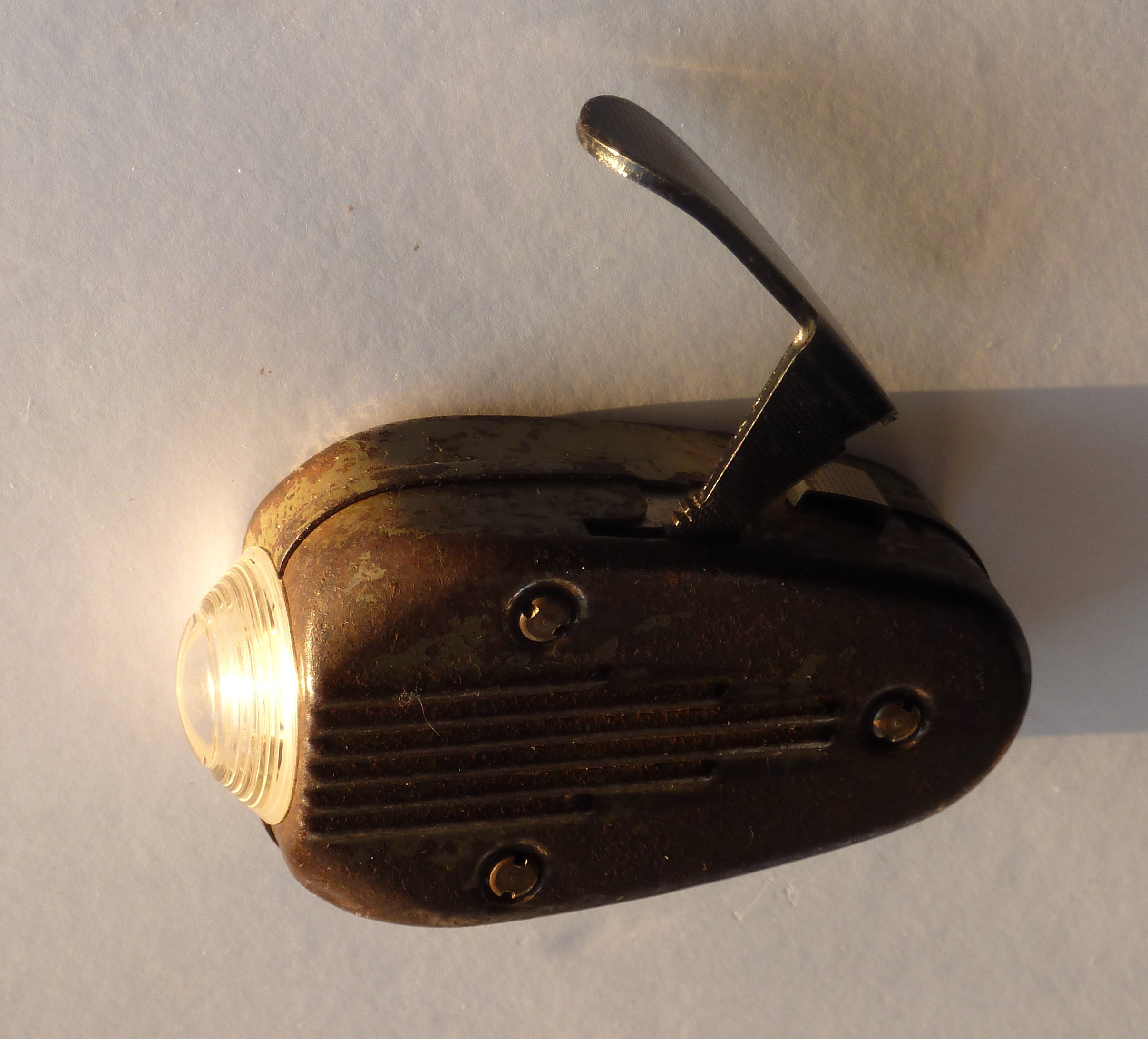
Une lampe à dynamo produite par Philips durant la guerre.

La direction de l'entreprise Philips quitte le pays pour l'Angleterre en 1940, laissant Frits Philips, inexpérimenté, à la tête de l'entreprise. Celui-ci parvient à exempter le personnel de l'Arbeitseinsatz, équivalent du STO, jusqu'au 6 décembre 1942, date à laquelle les usines sont bombardées par les Alliés. Ses employés sont alors sous la menace d'être envoyés travailler en Allemagne. Après une hésitation, il accepte d'installer une fabrique dans le camp de concentration, sous conditions concernant les prisonniers. L'atelier spécial B677 commence son activité en février 1943 et compte quelques mois plus tard 500 ouvriers. Au début de 1944, 1200 prisonniers, dont 600 Juifs, principalement des femmes, y travaillent. Les conditions de travail sont meilleures pour le Philips-Kommando que dans le reste du camp.
Les produits fabriqués pour les Allemands étaient des tubes radio et des lampes de poche à dynamo. Des rasoirs destinés au marché local étaient également produits. Certains prisonniers sabotaient les produits en fabriquant délibérément des lampes de poche s'usant prématurément, avec la complicité passive du personnel de Philips.

## Répression contre les résistants néerlandais
En février 1943, 1 800 étudiants d'Amsterdam, Delft et Wageningen sont envoyés à Camp Vught en représailles de l'assassinat du collaborateur Hendrik Seyffardt (nl) par un étudiant.

## Létalité
Au moins 749 personnes sont mortes dans le camp lui-même.

### Transfert des prisonniers juifs vers le camp de Westerbork, l'antichambre de la mort
Le 5 juin 1943, les 1270 enfants juifs du camp, âgés de 0 à 16 ans, sont déportés à Westerbork puis à Sobibor, où ils sont tous exterminés.
À la fin du printemps 1944, la situation change. 250 hommes sont envoyés à Dachau fin mai, et une semaine plus tard les 500 prisonniers juifs, principalement des femmes, partent pour Auschwitz. Leur statut de travailleur qualifié leur permet d'éviter la mort par chambre à gaz en poursuivant une activité de fabrication de tubes radio, et les trois quarts survivront à la guerre.
L'avancée des troupes alliées conduit à de nombreuses exécutions dans le camp en août et septembre 1944. 117 exécutions ont lieu les seuls 4 et 5 septembre.

## Évacuation du camp
Le camp est évacué les 5 et 6 septembre. Environ 640 prisonnières politiques sont transférées au camp de concentration de Ravensbrück et près de 2 900 hommes prisonniers politiques sont eux transférés au camp de Sachsenhausen, tous deux situés en Allemagne. Les autres détenus sont soit libérés, soit transférés au camp d'Amersfoort. Lorsque les troupes canadiennes atteignent le camp le 26 octobre 1944, celui-ci est vide,.

## Après-guerre
En janvier 1947, la princesse Juliana inaugure un monument en mémoire du camp.
Aujourd'hui, le camp est occupé par le Nationaal Monument Kamp Vught, un mémorial, une prison, un camp de réfugiés moluquois et deux casernes
Frits Philips est reconnu Juste parmi les nations après la guerre.

### Drame du bunker

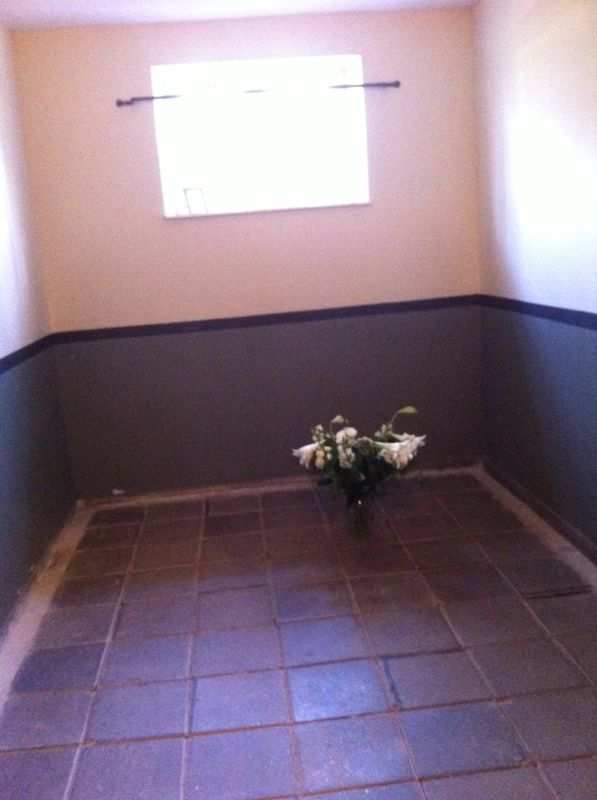
La cellule 115 dans laquelle a eu lieu le drame du bunker.

Le drame du bunker ou Bunkerdrama (en) a eu lieu du 15 au 16 janvier 1944. Lorsque plusieurs femmes montrent leur solidarité envers une des codétenues, le commandant Adam Grünewald décide d'en enfermer le plus possible dans une cellule. 74 femmes sont ainsi emprisonnées dans la cellule 115, qui ne fait que 9 m2, et le commandant doit fermer la porte à coups de pied. Pendant quatorze heures, elles restent tellement serrées que celles qui s'évanouissent restent debout. La chaleur est étouffante et l'oxygène manque. Certaines essayent de lécher la condensation sur les murs mais la chaux provoque des cloques. Lorsque la cellule est ouverte, dix femmes sont mortes,. Le Bunkerdrama est vite connu en-dehors du camp et diffusé par la presse clandestine. Craignant que de tels actes n'alimentent la résistance, Adam Grünewald est démis de ses fonctions, ainsi que le SS-Obersturmführer Hermann Wicklein qui l'avait assisté. Le tribunal SS lui donne une condamnation légère, trois ans et demi de prison dont il ne purge que six mois. Il est ensuite envoyé sur le front de l'Est au sein de la 3e division SS Totenkopf avec le grade le plus bas. Il est probablement mort en Hongrie en janvier 1945. Son successeur était le lieutenant SS Hans Hüttig.

## Personnalités liées au camp de Bois-le-Duc
- Stijntje Pratomo-Gret, journaliste néerlandaise
- Nico Richter (compositeur néerlandais) a été prisonnier dans ce camp de janvier à novembre 1943.

## Galerie

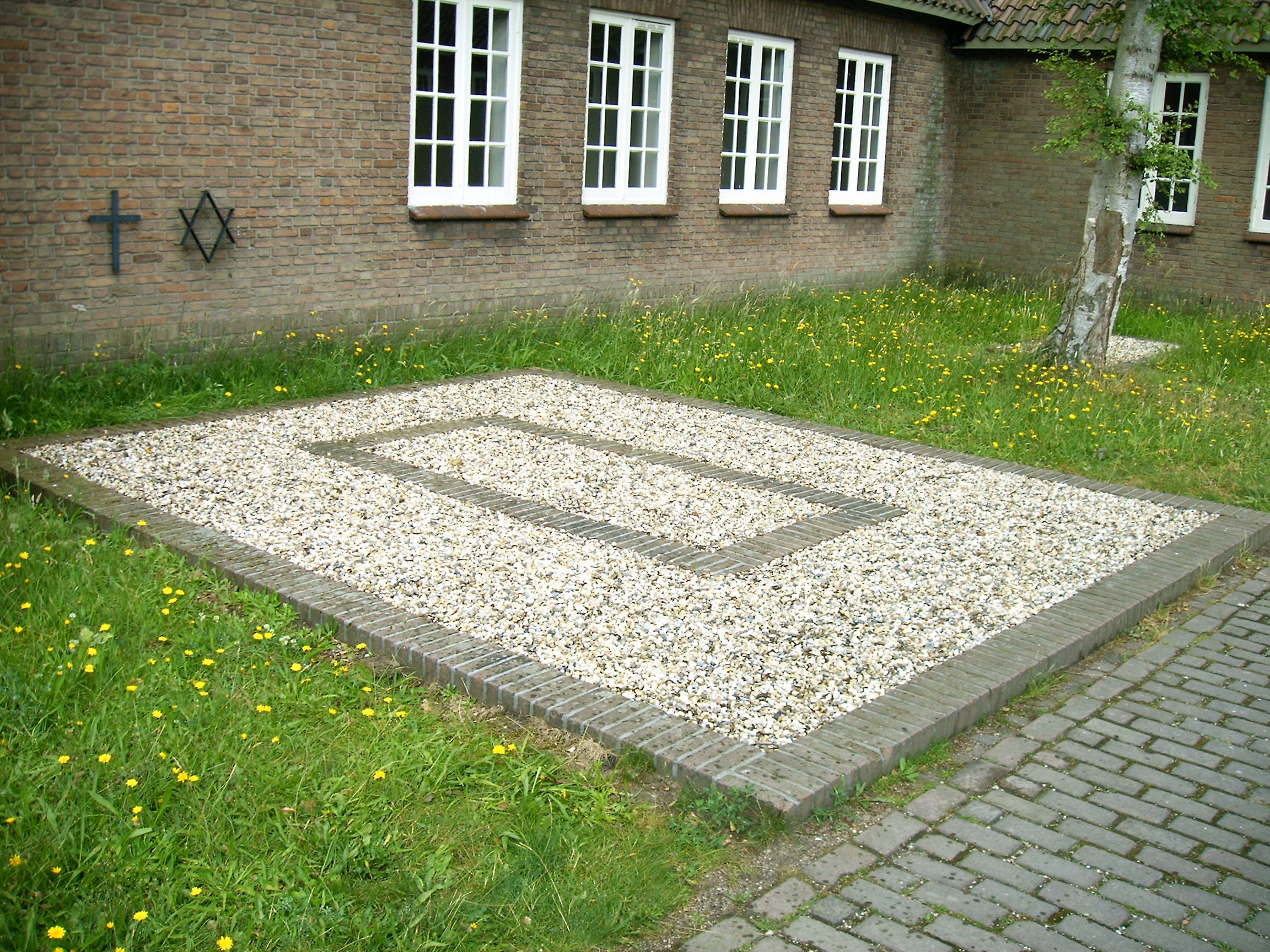
Puits de cendres Photo : P.J.L Laurens
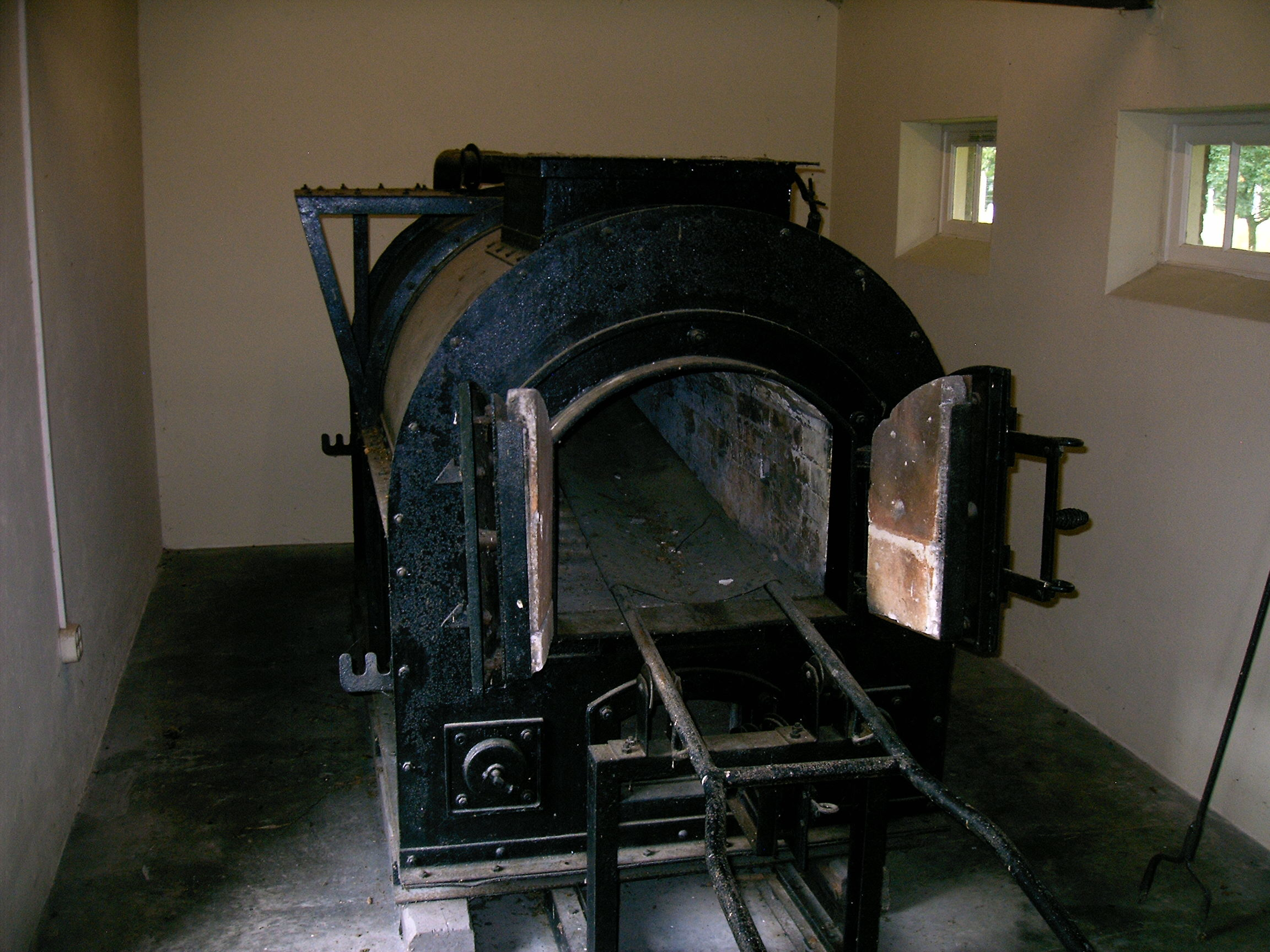
Crematorium (mobile) Photo : P.J.L Laurens
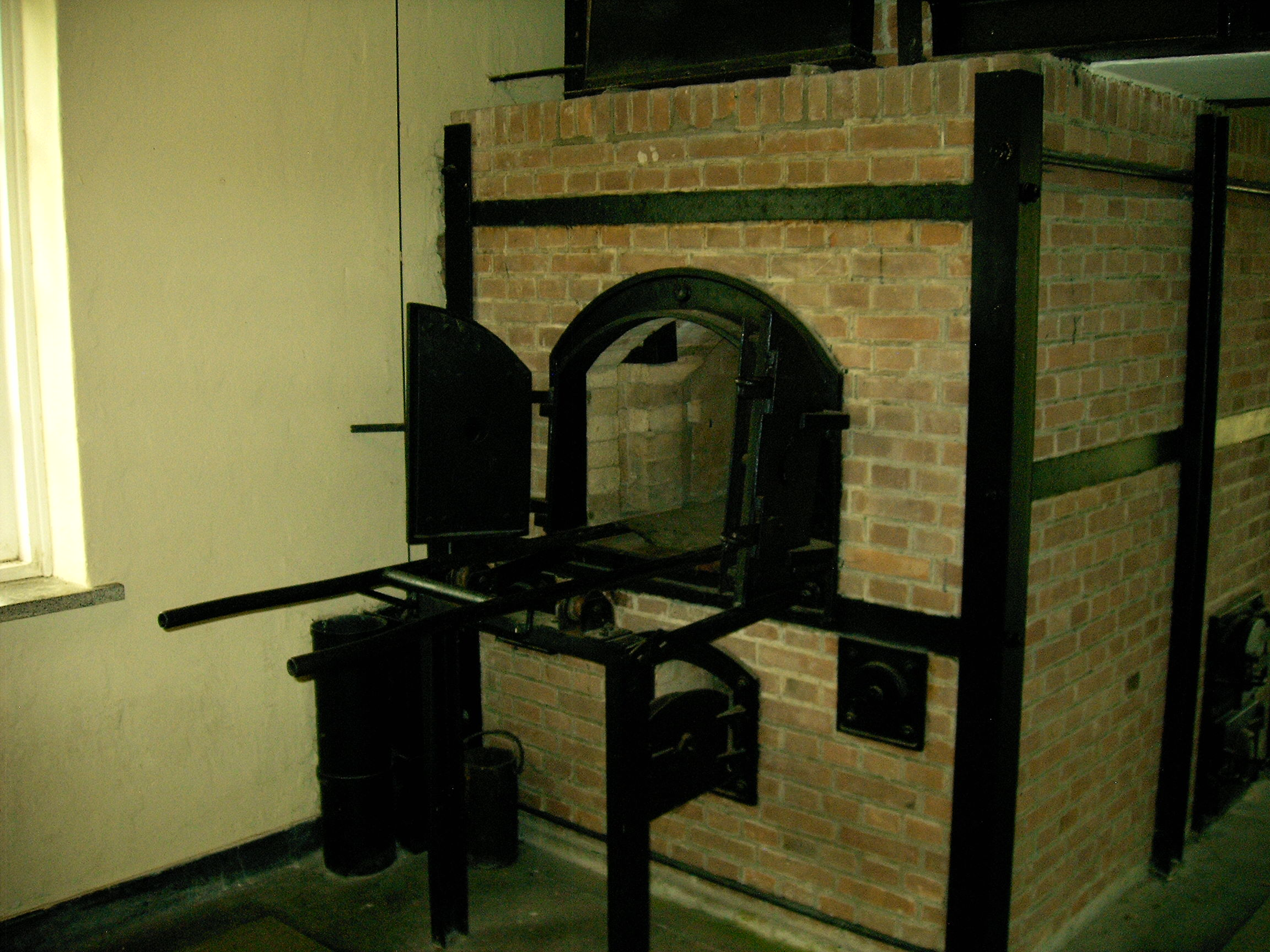
Crematorium Photo : P.J.L Laurens
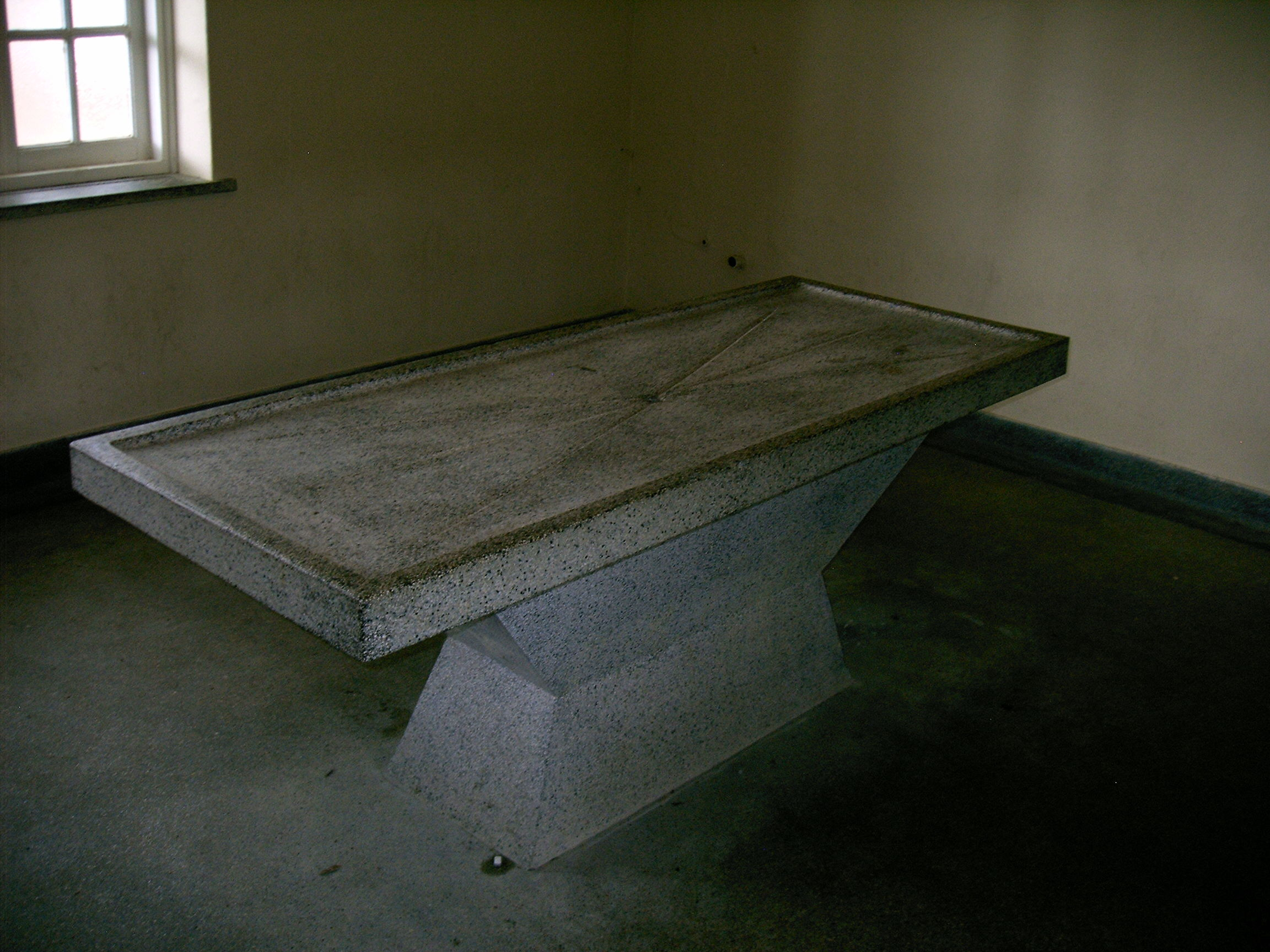
Table d'autopsie Photo : P.J.L Laurens
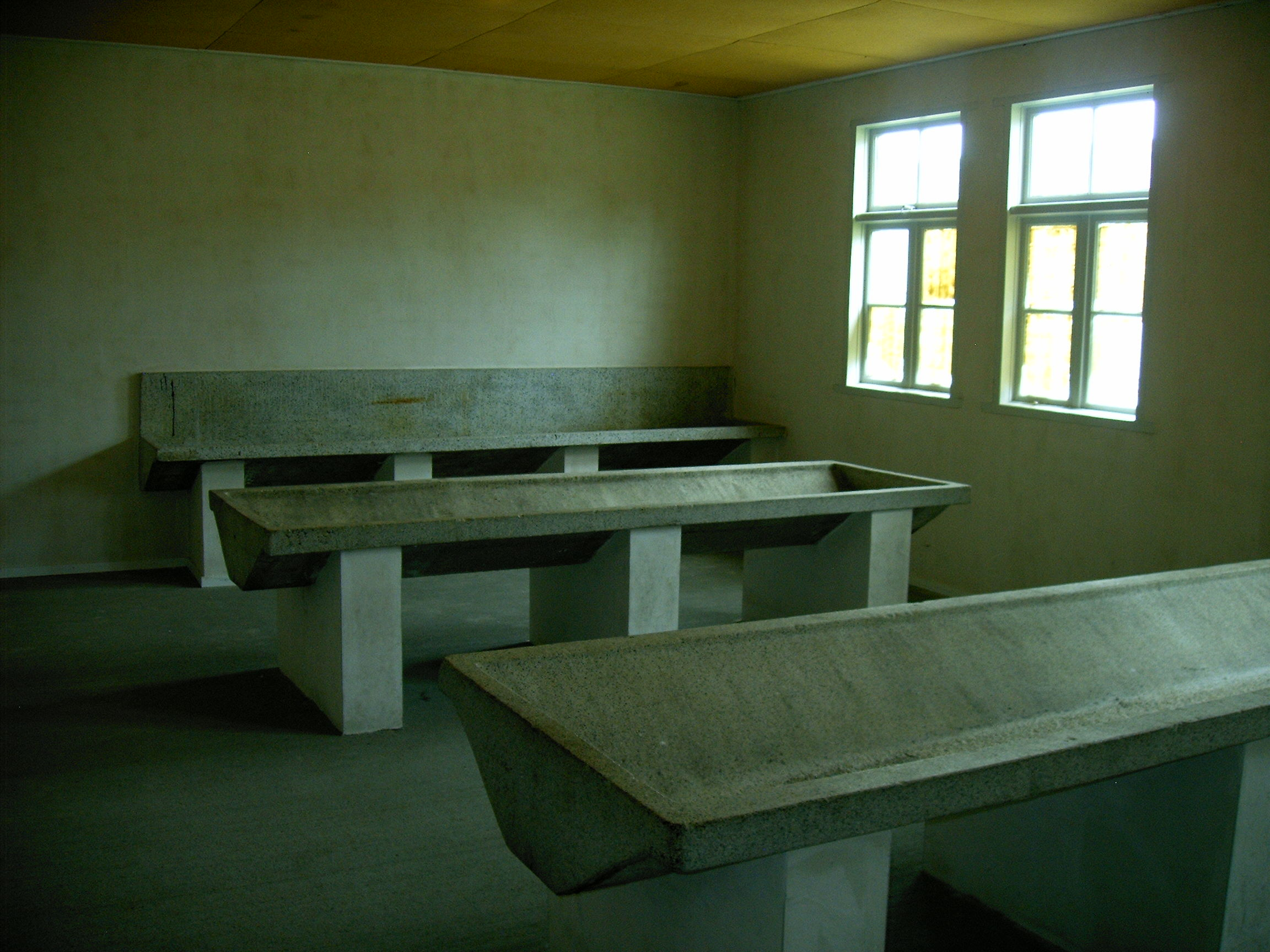
Salle d'eau Photo : P.J.L Laurens
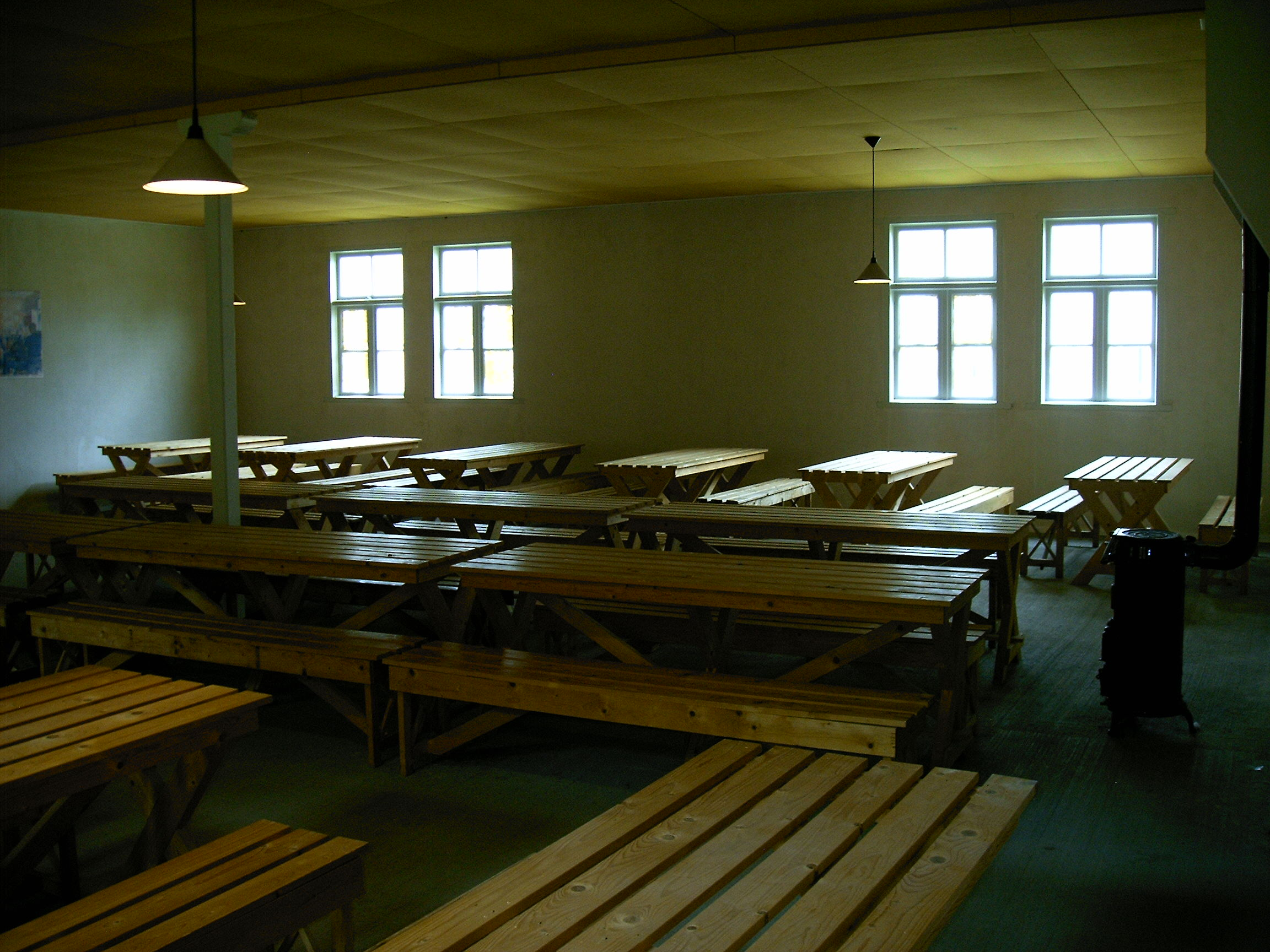
Espace de vie dans la caserne Photo : P.J.L Laurens
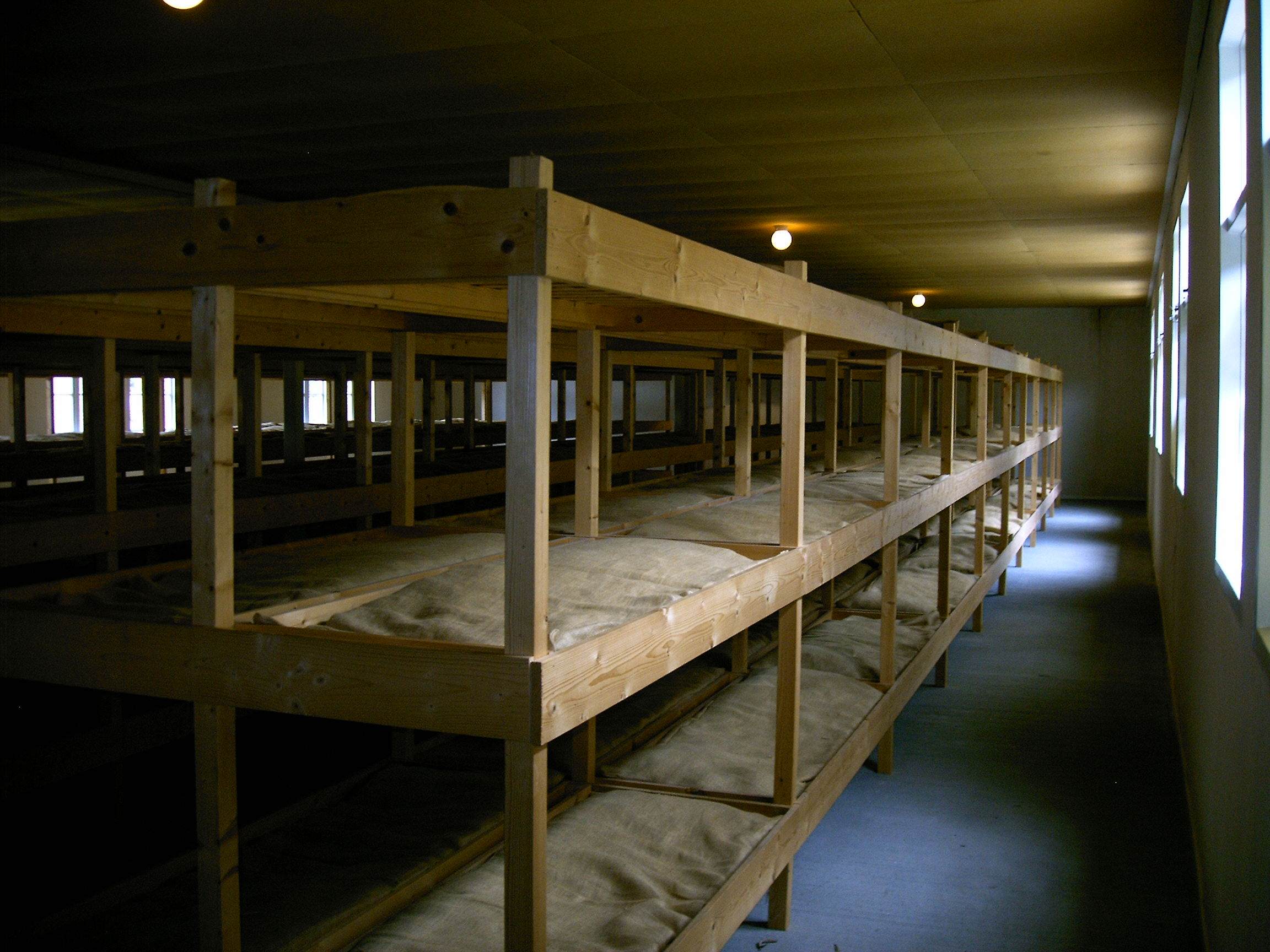
Lits dans la caserne Photo : P.J.L Laurens
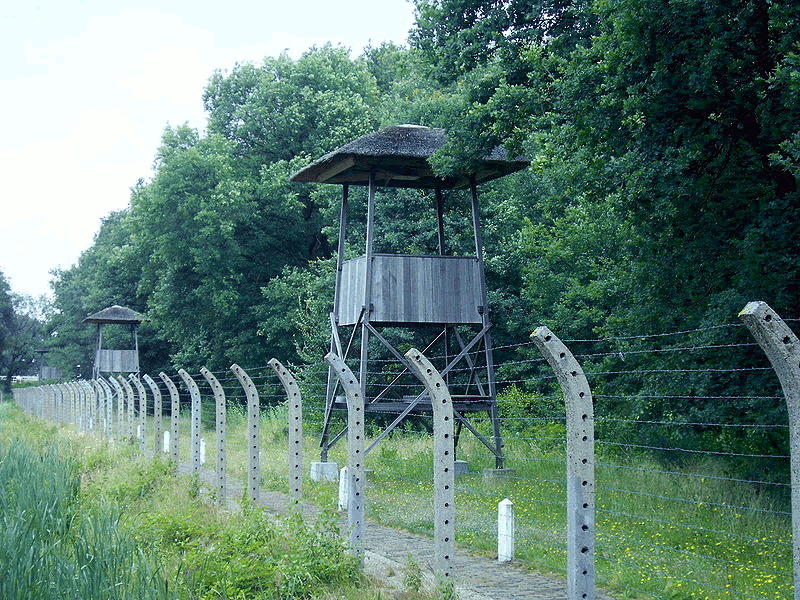
Mirador Photo : P.J.L Laurens